# Bothandbok
En bothandbok eller botbok (liber pœnitentialis, penitentialbok) är en bok som skall stödja de katolska prästerna till att lyckas få de biktande att våga vara ärliga och uppriktiga. Denna typ av bok började skrivas under 1200-talet av främst dominikaner och franciskaner.
Bothandböcker började användas på 600-talet och vore dels av kyrkan godkända, dels privata. De innehåller bestämmelser angående gottgörelse för olika synder. Sådana gottgörelser är fastor, olika slags späkningar, böner, allmosor, vallfärder med mera. Via anglosaxiska missionärer infördes bothandböckerna på kontinenten. Bestämmelserna i dessa som från början var mycket stränga lindrades efterhand.
En av de viktigaste böckerna skrevs av katalanen, och dominikanen, Raimund av Peñafort och heter Summa de casibus poenitentie, eller på svenska Översikt över olika fall inom boten. Den kom ut första gången under 1220-talet, och utkom sedan flera gånger under de följande århundradena, varav en av de viktigaste utgåvorna var den 1603, när Peñaforts kanoniserades.